# Grand Prix Francji 1978
Grand Prix Francji 1978 (oryg. Grand Prix de France) – dziewiąta runda Mistrzostw Świata Formuły 1 w sezonie 1978, która odbyła się 2 lipca 1978, po raz piąty na torze Circuit Paul Ricard.
64. Grand Prix Francji, 28. zaliczane do Mistrzostw Świata Formuły 1.

## Klasyfikacja
| Legenda oznaczeń w tabelach wyników Wyświetl szablon na nowej stronie | Legenda oznaczeń w tabelach wyników Wyświetl szablon na nowej stronie                                                                     |
| Oznaczenie                                                            | Wyjaśnienie |
| --------------------------------------------------------------------- | --- |
| Złoty                                                                 | Zwycięzca lub mistrzostwo |
| Srebrny                                                               | 2. miejsce lub wicemistrzostwo |
| Brązowy                                                               | 3. miejsce lub II wicemistrzostwo |
| Zielony                                                               | Ukończył, punktował (w klasyfikacji generalnej, gdy zdobył co najmniej jeden punkt na przestrzeni sezonu, poza trzema powyższymi opcjami) |
| Niebieski                                                             | Ukończył, nie punktował (w klasyfikacji generalnej, gdy nie zdobył co najmniej jednego punktu na przestrzeni sezonu)                      |
| Czerwony                                                              | Nie zakwalifikował się (NZ) |
| Czerwony                                                              | Nie prekwalifikował się (NPK) |
| Różowy                                                                | Nie ukończył (NU) |
| Różowy                                                                | Niesklasyfikowany (NS) (w klasyfikacji generalnej, gdy nie został sklasyfikowany w żadnym wyścigu sezonu)                                 |
| Czarny                                                                | Zdyskwalifikowany (DK) |
| Czarny                                                                | Wykluczony (WYK/EX) |
| Biały                                                                 | Nie wystartował (NW) |
| Biały                                                                 | Kontuzjowany (K/INJ) |
| Biały                                                                 | Wyścig odwołany (OD/C) |
| Bez koloru                                                            | Został wycofany (WYC/WD) |
| Bez koloru                                                            | Nie przybył (NP/DNA) |
| Bez koloru                                                            | Nie brał udziału w treningach (NT/DNP) |
| Bez koloru                                                            | Nie został zgłoszony (–) |
| Pogrubienie                                                           | Start z pole position |
| Kursywa                                                               | Najszybsze okrążenie wyścigu |
| †                                                                     | Nie ukończył, ale jego rezultat został zaliczony ze względu na przejechanie więcej niż 90% dystansu wyścigu.                              |
| *                                                                     | Sezon w trakcie |
| 1/2/3                                                                 | Punktowana pozycja w sprincie kwalifikacyjnym                                                                                             |
| Lista systemów punktacji Formuły 1                                    | |

Źródło: F1Ultra
| Poz. | Nr. | Kierowca              | Konstruktor        | Okrążenia | Czas/powód NU | Poz. start. | Punkty |
| ---- | --- | --------------------- | ------------------ | --------- | ------------- | ----------- | ------ |
| 1    | 5   | Mario Andretti        | Lotus-Ford         | 54        | 1:38:51.92    | 2           | 9      |
| 2    | 6   | Ronnie Peterson       | Lotus-Ford         | 54        | +2.93 sek.    | 5           | 6      |
| 3    | 7   | James Hunt            | McLaren-Ford       | 54        | +19.8 sek.    | 4           | 4      |
| 4    | 2   | John Watson           | Brabham-Alfa Romeo | 54        | +36.88 sek.   | 1           | 3      |
| 5    | 27  | Alan Jones            | Williams-Ford      | 54        | +41.81 sek.   | 14          | 2      |
| 6    | 20  | Jody Scheckter        | Wolf-Ford          | 54        | +54.53 sek.   | 7           | 1      |
| 7    | 26  | Jacques Laffite       | Ligier-Matra       | 54        | +54.74 sek.   | 10          |        |
| 8    | 35  | Riccardo Patrese      | Arrows-Ford        | 54        | +1:24.88      | 12          |        |
| 9    | 8   | Patrick Tambay        | McLaren-Ford       | 54        | +1:27.06      | 6           |        |
| 10   | 3   | Didier Pironi         | Tyrrell-Ford       | 54        | +1:29.98      | 16          |        |
| 11   | 16  | Hans Joachim Stuck    | Shadow-Ford        | 53        | +1 okrążenie  | 20          |        |
| 12   | 12  | Gilles Villeneuve     | Ferrari            | 53        | +1 okrążenie  | 9           |        |
| 13   | 9   | Jochen Mass           | ATS-Ford           | 53        | +1 okrążenie  | 25          |        |
| 14   | 31  | René Arnoux           | Martini-Ford       | 53        | +1 okrążenie  | 18          |        |
| 15   | 36  | Rolf Stommelen        | Arrows-Ford        | 53        | +1 okrążenie  | 21          |        |
| 16   | 10  | Keke Rosberg          | ATS-Ford           | 52        | +2 okrążenia  | 26          |        |
| 17   | 19  | Vittorio Brambilla    | Surtees-Ford       | 52        | +2 okrążenia  | 19          |        |
| 18   | 11  | Carlos Reutemann      | Ferrari            | 49        | +5 okrążeń    | 8           |        |
| NU   | 30  | Brett Lunger          | McLaren-Ford       | 45        | Silnik        | 24          |        |
| NU   | 14  | Emerson Fittipaldi    | Fittipaldi-Ford    | 43        | Zawieszenie   | 15          |        |
| NU   | 18  | Rupert Keegan         | Surtees-Ford       | 40        | Silnik        | 23          |        |
| NU   | 33  | Bruno Giacomelli      | McLaren-Ford       | 28        | Silnik        | 22          |        |
| NU   | 1   | Niki Lauda            | Brabham-Alfa Romeo | 10        | Silnik        | 3           |        |
| NU   | 4   | Patrick Depailler     | Tyrrell-Ford       | 10        | Silnik        | 13          |        |
| NU   | 17  | Clay Regazzoni        | Shadow-Ford        | 4         | Elektryka     | 17          |        |
| NU   | 15  | Jean-Pierre Jabouille | Renault            | 1         | Silnik        | 11          |        |
| NZ   | 37  | Arturo Merzario       | Merzario-Ford      |           |               |             |        |
| NZ   | 22  | Derek Daly            | Ensign-Ford        |           |               |             |        |
| NZ   | 25  | Héctor Rebaque        | Lotus-Ford         |           |               |             |        |